# Syndrome d'Angelman
 Mise en garde médicale
Le syndrome d'Angelman est un trouble grave du développement neurologique dont l'origine est génétique. Il est caractérisé par un retard sévère du développement avec déficience intellectuelle sévère, une absence de langage oral, des troubles de la motricité, de l'équilibre et de la sensorialité. Les personnes atteintes de ce syndrome sont souvent joyeuses, mais s'excitent à la moindre stimulation avec des rires fréquents.
Le pédiatre et docteur britannique Harry Angelman décrit pour la première fois, dès 1965, les symptômes du syndrome. Avant cette description, les malades atteints par le syndrome d'Angelman étaient souvent diagnostiqués autistes. La prévalence de la maladie est estimée à un individu sur 12 000 à 20 000.

## Causes

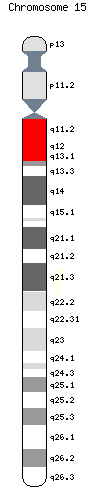
Le locus en rouge localise le gène responsable.

De nombreuses caractéristiques du syndrome d'Angelman résultent de la perte de fonction d'un gène appelé UBE3A situé sur le chromosome 15. Les gens héritent normalement d'une copie du gène UBE3A de chaque parent. Les deux copies de ce gène sont activées (actives) dans de nombreux tissus du corps. Dans certaines régions du cerveau, cependant, seule la copie héritée de la mère d'une personne (la copie maternelle) est active. Cette activation génique spécifique au parent est causée par un phénomène appelé empreinte génomique. Si la copie maternelle du gène UBE3A est perdue en raison d'un changement chromosomique ou d'une mutation génique, une personne n'aura aucune copie active du gène dans certaines parties du cerveau.
Plusieurs mécanismes génétiques différents peuvent inactiver ou supprimer la copie maternelle du gène UBE3A. La plupart des cas de syndrome d'Angelman (environ 70%) surviennent lorsqu'un segment du chromosome maternel 15 contenant ce gène est supprimé. Dans d'autres cas (environ 11%), le syndrome d'Angelman est provoqué par une mutation dans la copie maternelle du gène UBE3A.
Dans un petit pourcentage de cas, le syndrome d'Angelman survient lorsqu'une personne hérite de deux copies du chromosome 15 de son père (copies paternelles) au lieu d'une copie de chaque parent. Ce phénomène est appelé disomie uniparentale paternelle. Rarement, le syndrome d'Angelman peut également être causé par un réarrangement chromosomique appelé translocation, ou par une mutation ou un autre défaut dans la région de l'ADN qui contrôle l'activation du gène UBE3A. Ces changements génétiques peuvent désactiver (inactiver) anormalement UBE3A ou d'autres gènes sur la copie maternelle du chromosome 15.
Les causes du syndrome d'Angelman sont inconnues chez 10 à 15% des personnes touchées. Des changements impliquant d'autres gènes ou chromosomes peuvent être responsables du trouble dans ces cas.
Chez certaines personnes atteintes du syndrome d'Angelman, la perte d'un gène appelé OCA2 est associée à des cheveux clairs et à une peau claire. Le gène OCA2 est situé sur le segment du chromosome 15 qui est souvent supprimé chez les personnes atteintes de ce trouble. Cependant, la perte du gène OCA2 ne provoque pas les autres signes et symptômes du syndrome d'Angelman. La protéine produite par ce gène aide à déterminer la coloration (pigmentation) de la peau, des cheveux et des yeux.
La délétion de la région PWS/AS du chromosome 15 paternel est tenue aussi pour responsable du Syndrome de Prader-Willi.
L'expression différentielle d'une même anomalie génétique sur un chromosome non sexuel est liée au phénomène de l'empreinte génomique (gène soumis à empreinte), qui fait que certains gènes conservent un marquage de leur origine maternelle ou paternelle.

## Description

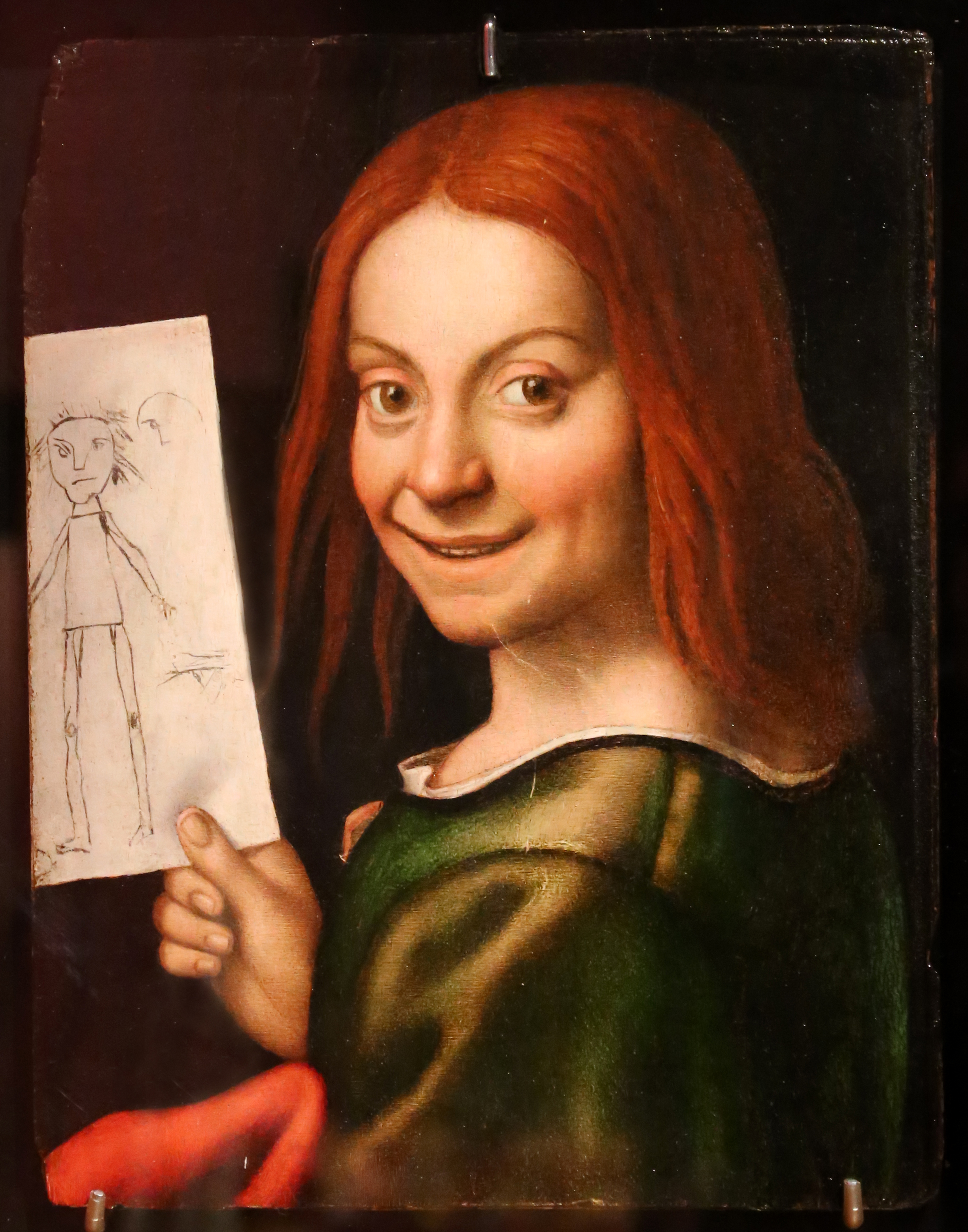
Ritratto di fanciullo con disegno de Giovanni Francesco Caroto, portrait qui a inspiré la description originelle de ce syndrome.

Le syndrome d'Angelman est une maladie génétique complexe qui affecte principalement le système nerveux. Les caractéristiques de cette maladie comprennent un retard de développement, une déficience intellectuelle, une grave altération de la parole et des problèmes de mouvement et d'équilibre (ataxie). La plupart des enfants affectés ont également des crises récurrentes (épilepsie) et une petite taille de tête (microcéphalie). Un retard de développement devient perceptible vers l'âge de 6 à 12 mois, et d'autres signes et symptômes courants apparaissent généralement dès la petite enfance.
Les enfants atteints du syndrome d'Angelman ont généralement un comportement heureux et excitable avec des mouvements fréquents de sourire, de rire et de battements de mains. L'hyperactivité, une courte durée d'attention et une fascination pour l'eau sont courantes. La plupart des enfants affectés ont également des difficultés à dormir et ont besoin de moins de sommeil que d'habitude.
Avec l'âge, les personnes atteintes du syndrome d'Angelman deviennent moins excitables et les problèmes de sommeil ont tendance à s'améliorer. Cependant, les personnes touchées continuent de souffrir de déficiences intellectuelles, de graves troubles de l'élocution et de crises tout au long de leur vie. Les adultes atteints du syndrome d'Angelman ont des caractéristiques faciales distinctives qui peuvent être décrites comme «grossières». D'autres caractéristiques communes incluent une peau exceptionnellement claire avec des cheveux clairs et une courbure latérale anormale de la colonne vertébrale (scoliose). L'espérance de vie des personnes atteintes de cette maladie semble presque normale.
Les enfants atteints du syndrome ont des difficultés à se développer : retard cognitif très important, problèmes d'équilibre et de motricité. Ils souffrent aussi fréquemment selon les cas d'épilepsie, d'ataxie ou d'hyperactivité.
En ce qui concerne le langage, il est rare qu'un individu souffrant du syndrome d'Angelman parle, et encore plus rare qu'il acquière plus de quelques mots (rarement significatifs). Pour ce qui est de la compréhension, ces individus comprennent des messages simples et usuels.

## Diagnostic
Les critères diagnostiques ont été établis par une conférence de consensus. Il s'agit d'un nouveau-né dont le phénotype est normal. Actuellement le diagnostic du syndrome d’Angelman peut être posé souvent dès la première année, en se basant sur les signes cliniques :
- Retard moteur, position assise acquise après 9 mois le plus souvent
- Sourires et rires facilement provoqués, parfois inattendus
- Langage quasi absent
- Hyperagitation avec difficultés gestuelles
- Troubles de l’équilibre
- Difficultés de concentration, hyperactivité

Les tests les plus récents de dépistage prénatal non invasif (DPNI) réalisés par un simple prélèvement de sang maternel pour les femmes enceintes visent à isoler l'ADN fœtal et à identifier des anomalies chromosomique et notamment les risques de syndrome d'Angelman.

## Signes cliniques
Les individus souffrant de ce syndrome peuvent exposer plusieurs signes et symptômes, essentiellement neurologique. Ils incluent :
- Dans plus de 80 % des cas 
  - Des crises d’épilepsie débutant généralement avant 3 ans, avec des anomalies particulières de l’'électroencéphalogramme caractérisées par des ondes lentes de grande amplitude et des bouffées de pointes ondes.
  - Des myoclonies : petites secousses des membres et des extrémités donnant l’impression d’un tremblement, clignements inhabituels des paupières.
  - Des troubles du sommeil importants quel que soit l’âge.
  - Un ralentissement de la croissance du périmètre crânien normal à la naissance conduisant à une microcéphalie modérée vers l’âge de 2 ans, associé à un déficit intellectuel[5].

- Dans plus de 50% des cas, on peut également avoir des signes associés 
  - Une hypopigmentation de la peau (peau pâle), des cheveux et des yeux souvent plus clairs que ceux de la famille en particulier dans le cas de délétion.
  - Des particularités faciales
  - Un strabisme
  - Une incontinence salivaire (bavage) et une tendance à tout porter à la bouche
  - Des troubles de l’alimentation avec reflux gastriques sévères, troubles de la déglutition, difficultés à mastiquer[6]

Le rire paroxystique est caractéristique.

## Prise en charge et traitements
Une prise en charge précoce est très favorable au  bon développement de l’enfant et à son épanouissement.
En France, jusqu’à 3 ans, la socialisation en crèche ou en halte-garderie aide à l’épanouissement de l’enfant et permet le contact avec le milieu ordinaire. Après 3 ans, une prise en charge en I.M.E. est préconisée, mais il est possible aussi d’obtenir une scolarisation en maternelle, en présence d’une auxiliaire de vie scolaire, puis très rarement en CLIS.
Dès les premiers mois, une rééducation de la sphère buccofaciale permet de limiter l’incontinence salivaire, l’hypotonie des joues et facilite l’alimentation. Il peut être nécessaire de traiter le reflux gastrique.
La kinésithérapie et/ou la psychomotricité sont indispensables pour améliorer le développement psychomoteur, l’habileté et l’acquisition de la marche.
L’aide d’un ergothérapeute permet de faciliter les gestes de la vie quotidienne.
La mise en place précoce d’une communication alternative à l’aide de signes, d’images ou de pictogrammes permet des progrès significatifs de l’enfant et favorise les échanges avec l’entourage. Ceci ne peut se faire sans l’aide d’un professionnel, orthophoniste, mais aussi éducateur, psychologue et la famille.
Il est également possible de faire progresser l’enfant et de varier ses activités grâce à des exercices cognitifs simples.
Les troubles du sommeil nécessitent de mettre en place des rituels au moment du coucher, d’utiliser du matériel spécifique pour le couchage, et dans certains cas la prescription par le pédiatre ou le généticien de médicaments comme la mélatonine (il existe une forme à libération prolongée).
Les traitements antiépileptiques sont prescrits dès les premières crises et sont maintenus entre les crises pour les prévenir.
Une stimulation et un accompagnement spécifiques doivent être maintenus à l’âge adulte, dans le cadre d’un programme éducatif individualisé, pour permettre une vie heureuse et épanouie.

## Mouvements associatifs et mobilisateurs
Le syndrome a sa journée internationale le 15 février. Cette journée a été créée grâce à un regroupement mondial de parents d'enfants atteints et à des organismes qui soutiennent le syndrome. Ce regroupement mondial de parents s'est formé sur Facebook.
Depuis 2012, plusieurs associations nationales se sont regroupées pour former l'Angelman Syndrome Alliance. Elles sont aujourd'hui 15 associations membres ou partenaires. Cette alliance a pour buts de financer des projets de recherche génétique à l'échelle internationale mais également d'organiser des colloques internationaux sur le syndrome d'Angelman facilitant ainsi les échanges et les avancées scientifiques sur cette maladie génétique rare.

## Sources
- Angelmann Syndrome pour les causes et la description Courtesy of the U.S. National Library of Medicine